# Juan Barragán Rodríguez
El general Juan Barragán Rodríguez fue un militar mexicano que participó en la Revolución mexicana.

## Inicios
Nació el 30 de agosto de 1890 en Río Verde, San Luis Potosí. Entre sus antepasados sobresalen hombres importantes como el general Pedro María Anaya, defensor de Churubusco y presidente de la República en los años de 1835-1836, y como su tío abuelo, Miguel Francisco Barragán, general de división, presidente de la República y consumador de la Independencia de México. Su abuelo Juan Bautista Barragán fue un ilustre educador, promotor de las escuelas rurales y diputado constituyente en 1857. Su padre, Juan F. Barragán, fue poeta y senador entre otros cargos públicos. Sus estudios los realizó en el Instituto Científico y Literario de San Luis Potosí. A un año de obtener el título de abogado abandonó los estudios para irse a la lucha armada. Antes fue reyista y formó parte del Club organizador del Partido Democrático. Al igual que otros jóvenes, simpatizó con la campaña maderista y promovió la primera huelga estudiantil de San Luis Potosí (1910). Es abuelo de los hermanos Pedro, Pablo, Javier, Gonzalo, Andrés, Gerardo y Esteban Moctezuma Barragán

## Revolución
Tomó las armas contra Victoriano Huerta al cabo de la Decena Trágica con una escolta que formó entre los sirvientes de la Hacienda de su padre, a los que consiguió armas y los levantó como muchos otros revolucionarios al grito de: ¡Viva Carranza!. Cuando el general Jesús Agustín Castro tomó Ciudad del Maíz, antes de la mitad de 1913, Barragán se le incorporó siendo nombrado capitán primero. Operó en Tamaulipas como jefe de su Estado Mayor, pero luego pasó a ser segundo en jefe del Cuerpo de Carabineros de San Luis Potosí, que dirigía el general Andrés Saucedo, a las órdenes de Lucio Blanco. La actuación de Juan Barragán fue sobresaliente dentro del Estado Mayor de Venustiano Carranza. Se incorporó a él cuando Pablo González Garza lo envió a una comisión a Culiacán, quedando bajo el mando de Jacinto B. Treviño. En ese puesto acompañó a Venustiano Carranza por Sonora, Chihuahua, Coahuila… hasta la capital de la República. Ante el enfrentamiento con Francisco Villa, permaneció leal a Venustiano Carranza. Quedó incorporado a las fuerzas de Pablo González Garza, con quién realizó la difícil campaña de Pachuca a Tampico. Participó en la defensa de la plaza durante la batalla de El Ébano a las órdenes del general Federico Montes Alanis. Fue llamado a Veracruz y nombrado jefe de Estado Mayor del Primer Jefe. Su lealtad a toda prueba y su trabajo eficaz y constante lo hicieron imprescindible: sólo dejó el Estado Mayor por un corto periodo en 1917, para ocupar la gubernatura de San Luis Potosí. Fue diputado Constituyente y estuvo al lado de Venustiano Carranza hasta su asesinato.

## Muerte
Fue miembro fundador del Partido Auténtico de la Revolución Mexicana (PARM), y su presidente desde 1957 hasta 1974, año en que murió. Durante este periodo figuró como diputado al Congreso de la Unión en dos ocasiones a las XLVI Legislatura de 1964 a 1967 y a la XLVIII Legislatura de 1970 a 1973. Escribió la obra clásica Historia del Ejército y de la Revolución Constitucionalista, obra editada en tres tomos, así como unas memorias sobre su vida en la Revolución, publicadas en una serie hemerográfica. 